# Fannia hirundinis
Fannia hirundinis är en tvåvingeart som beskrevs av Ringdahl 1948. Fannia hirundinis ingår i släktet Fannia och familjen takdansflugor. Arten är reproducerande i Sverige. Inga underarter finns listade i Catalogue of Life.